# Марія Дікін
Марія Елізабет Дікін (англ. Maria Elisabeth Dickin, 22 вересня 1870, Лондон — 1 березня 1951), СВЕ — 1917 року заснувала Народний шпиталь для хворих тварин (PDSA).
Іменем Марії Дікін названо найвищу нагороду Великобританії для тварин — Медаль Марії Дікін.